# Alberto Bollini
Alberto Bollini (Poggio Rusco, 16 giugno 1966) è un allenatore di calcio e dirigente sportivo italiano, commissario tecnico della nazionale italiana Under-19.

## Carriera

### Allenatore
Diplomato all'ISEF e laureato in Scienze Motorie di cui è anche docente presso l'Università Alma Mater di Bologna (sede staccata Rimini), Bollini inizia ad allenare nel settore giovanile della Poggese, di cui è stato anche preparatore atletico e responsabile della scuola calcio. In seguito passa alla Massese di Massa Finalese, con cui vince il campionato di Terza Categoria e quindi al Crevalcore nella triplice veste di vice-allenatore, preparatore atletico e tecnico delle giovanili. Nella seconda metà degli anni novanta guida dapprima Le Giovanili e quindi la prima squadra del Modena.
Nel 1999 passa alla Lazio come tecnico della squadra Primavera dove rimane quattro anni vincendo lo Scudetto Primavera nella stagione 2000-2001. L'anno successivo centra la finale di Coppa Italia Primavera contro l'Atalanta.
Nel 2003 passa all'Igea Virtus in Serie C2, nel 2004 alla Valenzana sempre in Serie C2.
Dopo le due esperienze in Serie C2 torna nel Campionato Primavera alla guida della Sampdoria nella stagione 2006-07 dove centra una storica finale nazionale persa per 1-0 contro l'Inter (gol di Balotelli al 91'). 
Nelle due annate successive allena la Primavera della Fiorentina (2007-2009) arrivando alla semifinale scudetto, e nel luglio 2010 torna alla Lazio sempre come tecnico della squadra Primavera, con la quale raggiunge nel 2012 la finale nazionale, persa contro l'Inter per 3-2. mentre l'anno seguente raggiunge di nuovo la finale Scudetto, vincendola 3-0 contro l'Atalanta.
Il 4 gennaio 2014 viene promosso come vice allenatore della prima squadra della Lazio al fianco del tecnico Edoardo Reja, lasciando la squadra Primavera (a Simone Inzaghi) in testa alla classifica e in semifinale di Coppa Italia. A fine stagione, così come lo stesso Reja, termina per lui l'avventura come vice allenatore biancoceleste.
Nel 2014 assume l'incarico di responsabile tecnico del settore giovanile della Lazio.
Il 4 febbraio 2015 passa ad allenare la prima squadra del Lecce, in Lega Pro. Alla guida del club giallorosso ottiene un'ottima media punti, con 9 vittorie, un pareggio e 5 sconfitte.
L'8 luglio 2015 viene ufficializzato il suo ingaggio da parte dell'Atalanta come vice-allenatore di Edy Reja, proprio come ai tempi della Lazio; a giugno 2016 sia lui che Reja decidono di non proseguire l'avventura bergamasca.
Il 1º dicembre 2016, dopo le dimissioni di Giuseppe Sannino, viene ingaggiato come allenatore della Salernitana nel corso del campionato di Serie B 2016-2017. Conclude il campionato al decimo posto con 54 punti. Nella stagione successiva viene esonerato l'11 dicembre 2017, malgrado l'imbattibilità casalinga e 12 risultati utili consecutivi conquistati a inizio stagione, lasciando la squadra all'undicesimo posto con 23 punti. Resterá nei ricordi dei tifosi granata per la vittoria nel derby con l'Avellino vinto 3-2 al Partenio Lombardi, con il goal di Minala al 96º minuto.
Il 10 gennaio 2019 torna sulla panchina del Modena a distanza di oltre venti anni, dopo l'esonero di Luigi Apolloni. Prende la squadra al secondo posto concludendo il campionato in testa appaiato alla Pergolettese, ma perde lo spareggio promozione.

#### Tecnico federale
Il 30 luglio 2019 Bollini entra nei quadri della FIGC e viene nominato allenatore della nazionale Under-19 che porta, nel novembre successivo, alla qualificazione all’Europeo di categoria non disputato per la pandemia.
Il 21 luglio 2020, viene nominato allenatore della nazionale Under-20. Il 13 ottobre 2020, a causa di un focolaio di COVID-19 nel gruppo dell'Under-21, Bollini prende momentaneamente la guida della squadra Under 21 sostitutiva in vista della sfida contro l'Irlanda, vincendo 2-0 una partita determinante per le qualificazioni all'Europeo di categoria.
Nel marzo del 2022 vince meritatamente il Torneo Elite League (8 Nazioni) con la selezione Under-20, squadra che ha espresso un ottimo gioco, in virtù di un successo per 5-0 nell'ultimo impegno in trasferta contro la Norvegia.
Il 22 luglio 2022 ritorna sulla panchina della nazionale Under-19. Il 31 maggio 2023 viene aggregato allo staff della nazionale maggiore di Roberto Mancini per le gare di Nations League. Il 16 luglio dello stesso anno vince l’Europeo Under-19 a Malta battendo in finale il Portogallo per 1-0 (per cui verrà premiato con la Panchina d'Oro - premio speciale nel 2024).
Il 4 agosto 2023 viene promosso come vice del CT della nazionale maggiore. A seguito delle dimissioni di Mancini, avvenute il 12 agosto, e della successiva nomina di Luciano Spalletti come nuovo CT, Bollini ritorna ad allenare la nazionale Under-20, vincendo nuovamente il Torneo Elite League (8 Nazioni) con vittorie prestigiose come quelle con Portogallo ed Inghilterra.
Il 1º agosto 2024, ritorna sulla panchina dell'Under-19.

### Docente e dirigente
Bollini è docente a contratto per la facoltà di Scienze Motorie all'università Alma Mater di Bologna (sede staccata Rimini). Inoltre è docente a contratto per i corsi "Direttore Sportivo" presso l'Università di Bologna, Unisalento, Sport e Salute Roma.
Relatore a diversi convegni sulle tematiche del management dello sport, strategie di allenamento, gestione dello staff.
Oltre all'attività di tecnico e docente, è responsabile del VivoAzzurro Summer Camp (il Summer Camp della Nazionale), svolti nell'estate 2024 e 2025. Già responsabile e fondatore dei Summer Camp di Modena, Sampdoria, Lazio e Fiorentina.

### Commentatore sportivo
Mister Bollini vanta una lunga esperienza come commentatore tecnico in Rai per le partite dei Mondiali, Europei U21, Nazionali Giovanili, Campionato di Serie B e la trasmissione “Novantesimo minuto serie B”.

## Statistiche

### Statistiche da allenatore

#### Club
Statistiche aggiornate al 14 maggio 2019.
| Stagione           | Squadra            | Campionato         | Campionato | Campionato | Campionato | Campionato | Coppe nazionali | Coppe nazionali | Coppe nazionali | Coppe nazionali | Coppe nazionali | Coppe continentali | Coppe continentali | Coppe continentali | Coppe continentali | Coppe continentali | Altre coppe | Altre coppe | Altre coppe | Altre coppe | Altre coppe | Totale | Totale | Totale | Totale | % Vittorie | Piazzamento |
| Stagione           | Squadra            | Comp               | G          | V          | N          | P          | Comp            | G               | V               | N               | P               | Comp               | G                  | V                  | N                  | P                  | Comp        | G           | V           | N           | P           | G      | V      | N      | P      | %          | Piazzamento |
| ------------------ | ------------------ | ------------------ | ---------- | ---------- | ---------- | ---------- | --------------- | --------------- | --------------- | --------------- | --------------- | ------------------ | ------------------ | ------------------ | ------------------ | ------------------ | ----------- | ----------- | ----------- | ----------- | ----------- | ------ | ------ | ------ | ------ | ---------- | ----------- |
| mar.-giu. 1997     | Modena             | C1                 | 9          | 2          | 3          | 4          | CI-C            | -               | -               | -               | -               | -                  | -                  | -                  | -                  | -                  | -           | -           | -           | -           | -           | 9      | 2      | 3      | 4      | 22,22      | Sub., 13º   |
| mar.-giu. 1998     | Modena             | C1                 | 8          | 2          | 1          | 5          | CI-C            | -               | -               | -               | -               | -                  | -                  | -                  | -                  | -                  | -           | -           | -           | -           | -           | 8      | 2      | 1      | 5      | 25,00      | Sub., 6º    |
| 2003-gen. 2004     | Igea Virtus        | C2                 | 19         | 5          | 9          | 5          | CI-C            | 4               | 0               | 3               | 1               | -                  | -                  | -                  | -                  | -                  | -           | -           | -           | -           | -           | 23     | 5      | 12     | 6      | 21,74      | Eson.       |
| 2004-mar. 2005     | Valenzana          | C2                 | 27         | 11         | 8          | 8          | CI-C            | 4               | 0               | 2               | 2               | -                  | -                  | -                  | -                  | -                  | -           | -           | -           | -           | -           | 31     | 11     | 10     | 10     | 35,48      | Eson.       |
| feb.-giu. 2015     | Lecce              | LP                 | 15         | 9          | 1          | 5          | CI+CI-LP        | -               | -               | -               | -               | -                  | -                  | -                  | -                  | -                  | -           | -           | -           | -           | -           | 15     | 9      | 1      | 5      | 60,00      | Sub., 6º    |
| dic. 2016-2017     | Salernitana        | B                  | 26         | 10         | 6          | 10         | CI              | -               | -               | -               | -               | -                  | -                  | -                  | -                  | -                  | -           | -           | -           | -           | -           | 26     | 10     | 6      | 10     | 38,46      | Sub., 10º   |
| lug.-dic. 2017     | Salernitana        | B                  | 18         | 4          | 11         | 3          | CI              | 2               | 1               | 1               | 0               | -                  | -                  | -                  | -                  | -                  | -           | -           | -           | -           | -           | 20     | 5      | 12     | 3      | 25,00      | Eson.       |
| Totale Salernitana | Totale Salernitana | Totale Salernitana | 44         | 14         | 17         | 13         |                 | 2               | 1               | 1               | 0               |                    | -                  | -                  | -                  | -                  |             | -           | -           | -           | -           | 46     | 15     | 18     | 13     | 32,61      |             |
| gen.-mag. 2019     | Modena             | D                  | 16+1       | 10+0       | 5+0        | 1+1        | CI-D            | -               | -               | -               | -               | -                  | -                  | -                  | -                  | -                  | -           | -           | -           | -           | -           | 17     | 10     | 5      | 2      | 58,82      | Sub., 2º    |
| Totale Modena      | Totale Modena      | Totale Modena      | 33+1       | 14         | 9          | 10+1       |                 | -               | -               | -               | -               |                    | -                  | -                  | -                  | -                  |             | -           | -           | -           | -           | 34     | 14     | 9      | 11     | 41,18      |             |
| Totale carriera    | Totale carriera    | Totale carriera    | 139        | 53         | 44         | 42         |                 | 10              | 1               | 6               | 3               |                    | -                  | -                  | -                  | -                  |             | -           | -           | -           | -           | 149    | 54     | 50     | 45     | 36,24      |             |

#### Nazionale
| Squadra     | Naz               | dal              | al              | Record | Record | Record | Record     | Record | Record | Record | Record  |
| G           | V                 | N                | P               | GF     | GS     | DR     | % Vittorie |        |        |        |         |
| ----------- | ----------------- | ---------------- | --------------- | ------ | ------ | ------ | ---------- | ------ | ------ | ------ | ------- |
| Italia U-19 | Italia (bandiera) | 1º agosto 2019   | 31 luglio 2020  | 10     | 5      | 3      | 2          | 17     | 11     | +6     | 50,00   |
| Italia U-20 | Italia (bandiera) | 1º agosto 2020   | 31 luglio 2022  | 10     | 4      | 3      | 3          | 19     | 7      | +12    | 40,00   |
| Italia U-21 | Italia (bandiera) | 11 ottobre 2020  | 14 ottobre 2020 | 1      | 1      | 0      | 0          | 2      | 0      | +2     | 100,00& |
| Italia U-19 | Italia (bandiera) | 1º agosto 2022   | 3 agosto 2023   | 15     | 9      | 3      | 3          | 32     | 19     | +13    | 60,00   |
| Italia U-20 | Italia (bandiera) | 2 settembre 2023 | 30 luglio 2024  | 5      | 3      | 2      | 0          | 7      | 2      | +5     | 60,00   |
| Italia U-19 | Italia (bandiera) | 1º agosto 2024   | in corso        | 0      | 0      | 0      | 0          | 0      | 0      | +0     | —       |
| Totale      | Totale            | Totale           | Totale          | 41     | 22     | 11     | 8          | 77     | 39     | +38    | 53,66   |

#### Nazionale italiana Under-21
Statistiche aggiornate al 14 ottobre 2020.
| 2020               | Italia U-21        | Qual. Euro U-21 2021 | Ad interim         | 1 | 1 | 0 | 0 | 100,00& | 2 | 0 | +2 |
| Totale Italia U-21 | Totale Italia U-21 | Totale Italia U-21   | Totale Italia U-21 | 1 | 1 | 0 | 0 | 100,00  | 2 | 0 | +2 |

#### Panchine da commissario tecnico della nazionale Under-21
| Cronologia completa delle presenze e delle reti in nazionale ― Italia under 21 | Cronologia completa delle presenze e delle reti in nazionale ― Italia under 21 | Cronologia completa delle presenze e delle reti in nazionale ― Italia under 21 | Cronologia completa delle presenze e delle reti in nazionale ― Italia under 21 | Cronologia completa delle presenze e delle reti in nazionale ― Italia under 21 | Cronologia completa delle presenze e delle reti in nazionale ― Italia under 21 | Cronologia completa delle presenze e delle reti in nazionale ― Italia under 21 | Cronologia completa delle presenze e delle reti in nazionale ― Italia under 21 |
| Data                                                                           | Città                                                                          | In casa                                                                        | Risultato                                                                      | Ospiti                                                                         | Competizione                                                                   | Reti                                                                           | Note                                                                           |
| ------------------------------------------------------------------------------ | ------------------------------------------------------------------------------ | ------------------------------------------------------------------------------ | ------------------------------------------------------------------------------ | ------------------------------------------------------------------------------ | ------------------------------------------------------------------------------ | ------------------------------------------------------------------------------ | ------------------------------------------------------------------------------ |
| 13-10-2020                                                                     | Pisa                                                                           | Italia under 21                                                                | 2 – 0                                                                          | Irlanda under 21                                                               | Qual. Europeo Under-21 2021                                                    | Riccardo Sottil Patrick Cutrone                                                | Cap: P. Cutrone                                                                |
| Totale                                                                         |                                                                                | Presenze                                                                       | 2                                                                              |                                                                                | Reti                                                                           | 2                                                                              |                                                                                |

## Palmarès

### Allenatore

#### Club

##### Competizioni giovanili
- Campionato Primavera: 2

Lazio: 2000-2001, 2012-2013

#### Nazionale
- Torneo 8 Nazioni: 2

Italia Under-20: 2021-2022, 2023-2024
- Campionato d'Europa Under-19: 1

Malta 2023

#### Individuale
- Panchina d'oro: 1 - Premio speciale 2024 (Coverciano)
- Premio Scopigno-Pulici: 2023 (Salone del Coni Roma)
- Premio Learco Guerra: 2023 (Mantova)
- Premio Beppe Viola: 2013 (Roma)
- Trofeo Maestrelli: 2008 come miglior allenatore giovanile d'Italia (Montecatini)